# Spencer Lovejoy
Spencer Lovejoy (* 14. Mai 1998 in Stamford, Connecticut) ist ein US-amerikanischer Squashspieler.

## Karriere
Spencer Lovejoy absolvierte von 2016 bis 2020 ein Studium der Geschichtswissenschaften an der Yale University, für das er auch im College Squash aktiv war. Bereits während seines Studiums begann er auf der PSA World Tour zu spielen, auf der er bislang drei Titel gewann. Seinen ersten Titelgewinn erzielte er in der Saison 2018/19 im Juni 2019 in Mississauga. Seine höchste Platzierung in der Weltrangliste erreichte er mit Position 64 am 6. November 2023.
2022 wurde er erstmals für die US-amerikanische Nationalmannschaft nominiert und debütierte bei den Panamerikameisterschaften. 2023 wurde er US-amerikanischer Vizemeister. 2023 und 2024 stand er im US-amerikanischen Kader bei der Weltmeisterschaft.

## Erfolge
- Gewonnene PSA-Titel: 3
- US-amerikanischer Vizemeister: 2023